# 大久保黄斎
大久保 黄斎（おおくぼ こうさい、文化9年（1812年） - 明治28年（1895年）6月3日）は、江戸時代の医師。名は道理（みちまさ）。

## 略歴
甲斐国巨摩郡古市場村（現在の南アルプス市古市場）に、医家の初代大久保章言の次男として生まれる。兄は甲斐における蘭方医学の祖とされる貞固（二代章言）。天保3年（1832年）に黄斎は江戸に出て蘭方医・坪井誠軒の高弟となり医学を学び、後に甲府で開業する。
嘉永元年（1848年）に兄の二代章言が死去すると古市場村に帰郷し、分家して医業を継続した。嘉永3年（1851年）には、甲斐国で初めて種痘を施行した。84歳で死去。

## 世事記
黄斎は『世事記』と題された大久保家の金銭出納帳を残している。『世事記』は原本が身延山大学図書館に所蔵され（池原文庫）、形態は横半帳。一年一冊で19年分（21冊）が伝存している。
内容は日付・金額・品目・店名（人名）の四項目で大久保家の支出を記録し、幕末・明治記には記録が詳細化している。内容は多岐にわたるが、特に海産物の記載が詳細で、近世後期から明治期の甲斐における海産物の流通、加工形態や消費の動向など、多様な情報を記している。また、明治20年代には鶏肉や牛肉などの家畜、イノシシ、シカなど野生獣の購入が増えるなど、肉食の習慣が広まっていく食生活の変化も見られる。また、1895年（明治28年）には牛乳の購入が記録されている点も注目される。